# Rivière Notawassi
La rivière Notawassi est un affluent de la rivière Gatineau et un tributaire du réservoir Baskatong. L'embouchure de cette rivière est située dans la municipalité de Ferme-Neuve, dans la municipalité régionale de comté (MRC) de Antoine-Labelle, dans la région administrative des Laurentides, au Québec, au Canada.
La foresterie a toujours été l'activité économique dominante de ce secteur. Au XIXe siècle, les activités récréotouristiques ont été mises en valeur. La surface de la rivière est généralement gelée de la mi-novembre à la mi-avril.

## Géographie
Les bassins versants voisins de la rivière Notawassi sont :
- côté est : la rivière d'Argent qui descend vers le sud.

La rivière Notawassi prend sa source au lac Notawassi qui a une longueur de 5,2 km en forme de cœur. Ce lac de tête reçoit les eaux du :
- côté nord : Le Pork Creek lequel draine une dizaine de petits lacs dont le lac Felsite, à Léo, Bélanger et Benny ;
- côté nord : ruisseau Vistule lequel draine plusieurs petits lacs notamment : Farina, Bustic, de la Herse, du Gigot, Matjko, Norwid, Dacian, l'Huillier, Serape, Reymont, Ladislas et Fafnir. La rivière Thompson qui se déverse dans le lac Farina draine le lac Thompson, Petit lac Thompson, Chevalier, Rolf et Alda ;
- côté est : la décharge d'un ensemble de petits lacs dont le lac Simon ; et la décharge du lac Cardinal.

Sur son parcours, la rivière Notawassi draine plusieurs milieux humides. Presque sur tout son parcours, la rivière Notawassi coule généralement en parallèle à la limite sud-est de la zec Lesueur et presque en parallèle à la rivière Gatineau qui est située au nord-ouest. La rivière Notawassi coule sur :
- 19 km (sans tenir compte des serpentins) vers le sud-ouest en formant plusieurs serpentins, en recueillant les eaux de la décharge du lac à Paul ; la décharge du lac Téolis et du lac Perdu ; la décharge des lacs Jarry, Pitchout et à l'Ours ; la décharge du lac Lamerlière ;
- 6 km (sans tenir compte des serpentins) vers le sud jusqu'à son embouchure où elle se déverse dans la rivière d'Argent ;
- 11,25 km en s'élargissant progressivement et formant un coude (vers le sud, puis le sud-ouest), tout en recueillant les eaux de la rivière d'Argent et la décharge du lac Topi, jusqu'à une baie au nord du réservoir Baskatong[2].

## Toponymie
L'origine algonquine de l'appellation Notawassi signifie serpent ou Iroquois.
Le toponyme rivière Notawassi a été officialisé le 5 décembre 1986 à la Banque des noms de lieux de la Commission de toponymie du Québec.